# Глееватская сельская община
Глееватская сельская община (укр. Глеюватська сільська територіальна громада) — объединённая территориальная община в Криворожском районе Днепропетровской области Украины с административным центром в селе Глееватка.

## История
Создана в 2019 году путем объединения Глееватского и Шевченковского сельских советов Криворожского района Днепропетровской области.
В соответствии с распоряжением Кабинета министров Украины № 709-р от 12 июня 2020 года «Об определении административных центров и утверждении территорий территориальных общин Днепропетровской области», в состав общины была включена территория и населенные пункты ликвидированной Червоненской сельской общины (с территориями и населенными пунктами бывших Червоненского и Недайводского сельских советов в составе) Криворожского района Днепропетровской области.
Согласно постановлению Верховной Рады Украины № 807-IX от 17 июля 2020 года «О создании и ликвидации районов», община вошла в состав новообразованного Криворожского района Днепропетровской области.

## Характеристика
Площадь 169,08 км², население 4 805 человек (100% населения проживает в сельской местности).

## Состав сельской общины
| №  | Населённый пункт | Тип населённого пункта       | Население |
| -- | ---------------- | ---------------------------- | --------- |
| 1  | Весёлый Кут      | село                         | 112       |
| 2  | Высокое Поле     | село                         | 76        |
| 3  | Глееватка        | село, административный центр | 1371      |
| 4  | Гомельское       | село                         | 152       |
| 5  | Запорожец        | село                         | 192       |
| 6  | Заря             | село                         | 102       |
| 7  | Зелёное Поле     | село                         | 692       |
| 8  | Калиновка        | село                         | 248       |
| 9  | Каменное Поле    | село                         | 502       |
| 10 | Красная Балка    | село                         | 428       |
| 11 | Лесовое          | село                         | 58        |
| 12 | Недайвода        | село                         | 1156      |
| 13 | Новоивановка     | село                         | 399       |
| 14 | Новопокровка     | село                         | 98        |
| 15 | Рудничное        | поселок                      | 37        |
| 16 | Терноватка       | село                         | 132       |
| 17 | Чабаново         | село                         | 266       |
| 18 | Червоное         | село                         | 825       |
| 19 | Шевченковское    | село                         | 1140      |

## Внешние ссылки
- Община на сайте Децентралiзация
- Община на сайте Государственной служба Украины по вопросам геодезии, картографии и кадастра